# 티모시 커틀러

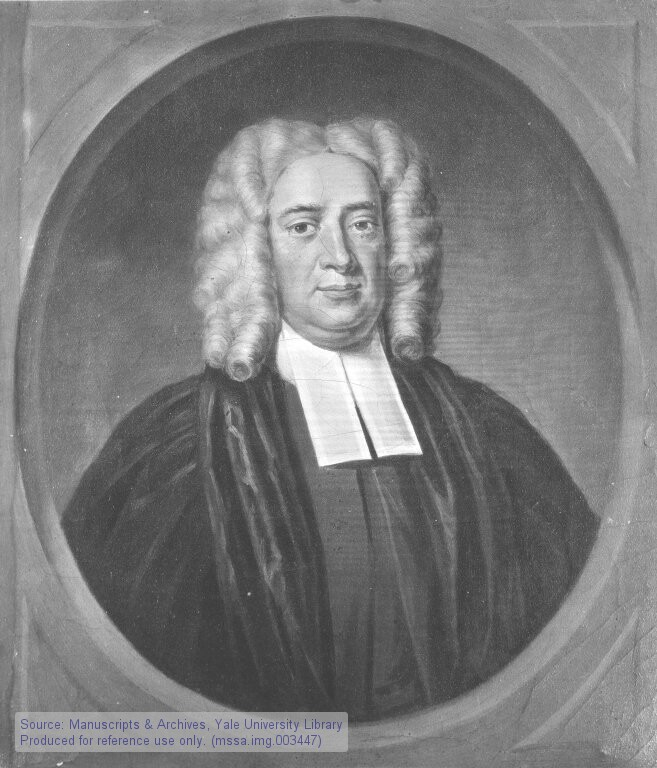
티모시 커틀러

티모시 커틀러(Timothy Cutler; 1684-1765) 예일대학교의 3대 총장으로 1719-1726 봉사했다.
17살에 하버드 대학교를 졸업하였고, 매사추세츠주에서 코네티컷주로 이주하면서 그 당시에 가장 뛰어난 설교자 중 한명으로 명성을 얻었다. 스트래트포드에 있는 회중교회에서 안수를 받았다.

## 논쟁
그가 국교도로 전향한 뒤에 논쟁이 있었다.
1723년 예일대학교의 졸업식에 그가 '다 같이 아멘합시다'로 끝마친 기도문이 파장을 일으켰다. 그의 말은 영국 국교회의 기도서에서 그대로 인용한 것이었다. 그의 배교가 인정된 것이었다. 그 당시 코넥티컷주에서 국교회는 법적으로 인정되었으나 성공한 목사는 한 명도 없었다. 이 일은 솔로몬 스토다드등에게 청천벽력같은 소식이었다. 인크리스 매더는 코넥티컷 배교를 위해 기도하고 목시 슬퍼했다고 사무엘 슈얼 판사는 기록했다.